# Ernietta
Ernietta ist eine Gattung ausgestorbener Lebewesen. Ihre Vertreter lebten am Ende des erdgeschichtlichen Zeitalters des Ediacariums vor über 545 Millionen Jahren. Ihre Fossilen zeigen vielfältige Formen, die nur schwer mit denen heutiger Lebensformen vergleichbar sind. Die systematische Einordnung von Ernitta gilt daher als schwierig und wird kontrovers diskutiert. Im Allgemeinen wird Ernietta als ein früher Vertreter vielzelliger Tiere (Metazoa) angesehen.

## Merkmale
Fossile Funde von Ernietta, unter Einbeziehung von Erniaster, Erniobaris, Erniobeta, Erniocarpus, Erniocentris, Erniocoris, Erniodiscus, Erniofossa, Erniograndis, Ernionorma, Erniopelta, Erniotaxis und Baikalina, welche wahrscheinlich Phänotypen von Ernietta plateauensis sind, weisen eine Vielfalt an Formen und eine Variabilität in ihrer Größe auf. Der Körper von Ernietta zeigte eine Bilateral- oder Gleitspiegelsymmetrie und wies eine Gliederung oder Kammerung auf. Die Körperachse von Ernietta war U-förmig gebogen, sodass der Körper von röhren- oder sackförmiger Gestalt war. Eine Rückenlinie war zickzackförmig gebogen.

## Lebensweise
Im Gegensatz zu den meisten anderen Fossilien ediacarischer Lebensformen, die überwiegend als zweidimensionale Abdrücke erhalten sind, ist Ernietta dreidimensional in versteinerter Form erhalten. Das Körperinnere war mit Sand gefüllt. Diese fossilen Funde deuten darauf hin, dass Ernietta auf dem Meeresgrund lebte und sein Körper teilweise vergraben war.  Es wird angenommen, dass Ernietta sich osmotroph ernährte, das heißt, dass die Nahrungsaufnahme mit Hilfe der Osmose über die Körperoberfläche erfolgte.

## Systematik
Ernietta wird mit Lebensformen des Ediacariums mit ähnlicher Gestalt, wie Phyllozoon, Pteridinium und Swartpuntia, unter der Bezeichnung „Erniettomorphe“ zusammengefasst. Ihre systematische Stellung ist Gegenstand wissenschaftlicher Diskussionen. In der Regel wird Ernietta dem Reich der Vielzelligen Tiere (Metazoa) zugeordnet. Auf Grund ihrer Symmetrie können sie als Vorfahren heutiger Zweiseitentiere (Bilateria) angesehen werden. Auf Grund ihres Baus wird eine Zuordnung zur Stammgruppe der Neumundtiere bzw. der Chordatiere oder der Acoelomorpha diskutiert.
Neben einer auf ihrer Bilateralsymmetrie basierenden systematischen Einordnung, werden auch andere Zuordnungen diskutiert. Adolf Seilacher ordnete Ernietta den ausgestorbenen Vendobionten zu, die er als große gekammerte einzellige Lebewesen interpretierte.